# Ted Ditchburn
Edwin George 'Ted' Ditchburn (Gillingham (Kent)), 24 d'octubre de 1921 - 26 desembre del 2005) fou un futbolista anglès de la dècada de 1950.
Fou internacional amb la selecció d'Anglaterra amb la qual participà en la Copa del Món de futbol de 1950. Passà la major part de la seva carrera al Tottenham Hotspur FC.

## Palmarès
Tottenham Hotspur FC
- Second Division: 1949-50
- First Division: 1950-51